# Casey (Iowa)
Casey es una ciudad ubicada en los condados de Adair y Guthrie en el estado estadounidense de Iowa. Según el censo de 2010 tenía una población de 426 habitantes.
La porción de la ciudad ubicada en el condado de Guthrie forma parte del Área Metropolitana Estadística de Des Moines–West Des Moines.

## Geografía
Según la Oficina del Censo de los Estados Unidos, la localidad tiene un área total de 1,91 km², la totalidad de los cuales 1,91 km² corresponden a tierra firme.

## Demografía
Según el censo de 2010, había 426 personas residiendo en la localidad. La densidad de población era de 223,04 hab./km². Había 215 viviendas con una densidad media de 112,57 viviendas/km². El 96,71% de los habitantes eran blancos, el 2,11% asiáticos y el 1,17% pertenecía a dos o más razas. El 1,41% de la población eran hispanos o latinos de cualquier raza.
Según la Oficina del Censo en 2000 los ingresos medios por hogar en la localidad eran de $35.000, y los ingresos medios por familia eran $40.000. Los hombres tenían unos ingresos medios de $27.917 frente a los $24.167 para las mujeres. La renta per cápita para la localidad era de $15.189. Alrededor del 9,2% de la población estaban por debajo del umbral de pobreza.